# Forte di Vinadio

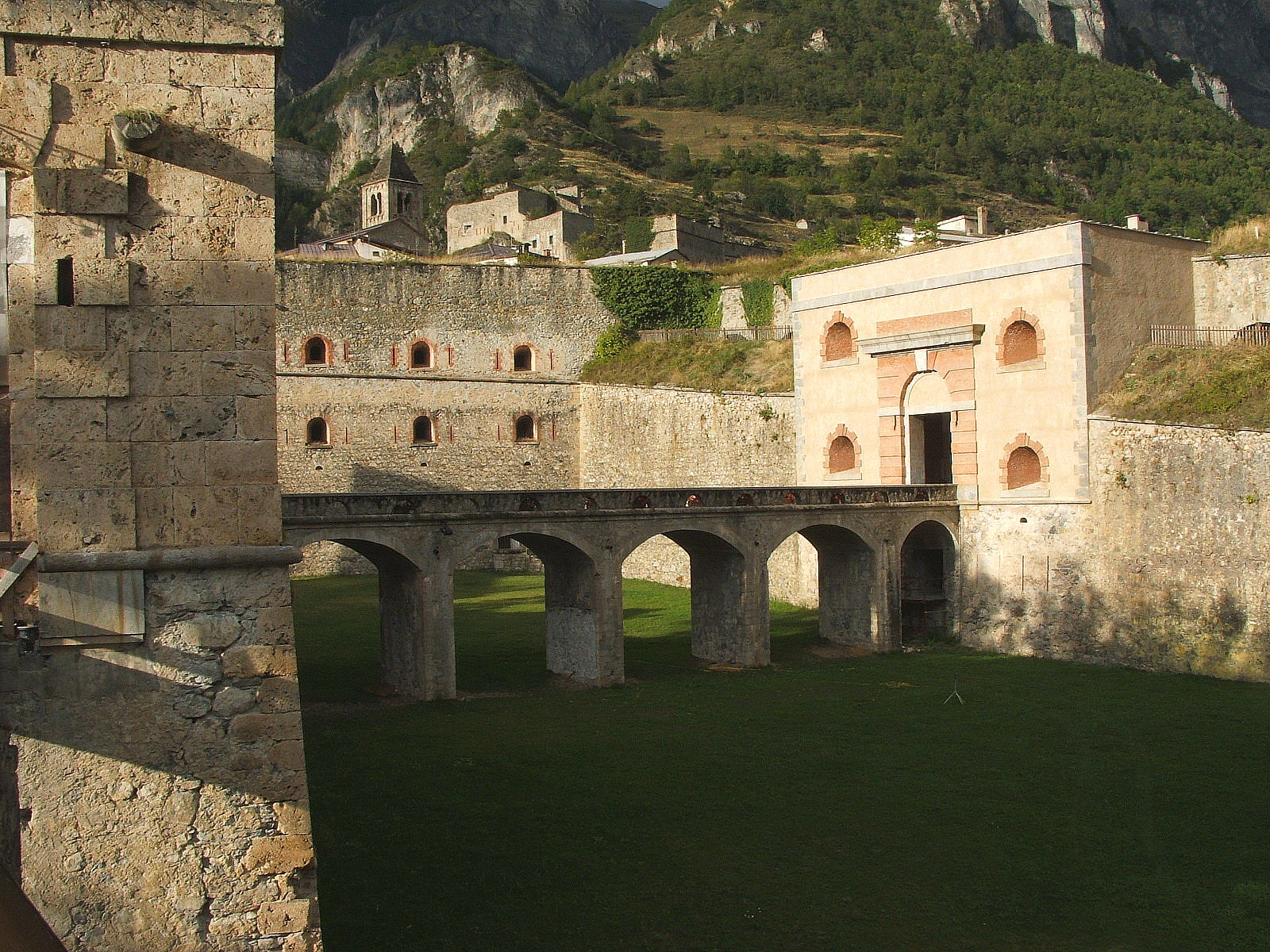
Forte di Vinadio

Das Forte di Vinadio (auch Forte Albertino) nahe Vinadio im Tal des Stura di Demonte ist ein Tourismusziel und Schauplatz kultureller Veranstaltungen der Initiative Castelli Aperti (etwa Offene Schlösser) des unteren Piemont und gemeinsam mit der Festung Fenestrelle und dem Forte di Exilles eines der wichtigsten Beispiele für piemontesische Verteidigungsanlagen.

## Geschichte
1834 als Festung unter Karl Albert errichtet nutzte es eine strategische Position, von der die umliegenden Täler an der Grenze zu Frankreich kontrolliert werden konnten.
Die Mauern von 1200 Meter Länge werden durch zehn Kilometer lange Laufwege in drei Ebenen verbunden. 4000 Arbeiter aus den Gebieten von Bergamo und Biella beendeten die Arbeiten 1847 mit einer Unterbrechung von 1837 bis 1839.

## Aufbau
Das Forte besteht aus drei Teilen:
- Der Fronte d’Attacco, vor dem Eingang bei der Porta di Francia
- Der Fronte Inferiore mit der Kaserne Carlo Alberto
- Der Fronte Superiore als Artilleriestellung

## Weiteres Schicksal
Das Forte war in keine bedeutenden Kriegshandlung verwickelt und diente 1862 als Kerker für eine Gruppe von Garibaldini, die sich in den Aspromonte geflüchtet hatten.
Im Zweiten Weltkrieg wurde es von deutschen Truppen eingenommen und erlitt einige Bombardements von angloamerikanischer Seite, deren Spuren noch sichtbar sind. Fliehende deutsche Truppen sprengten einige Munitionslager. Danach verfiel die Festung zusehends. Nunmehr ist sie nach einigen Restaurierungen öffentlich zugänglich und beherbergt in den Wintermonaten eine Eislaufbahn und einen Imbiss.